# London Borough of Croydon

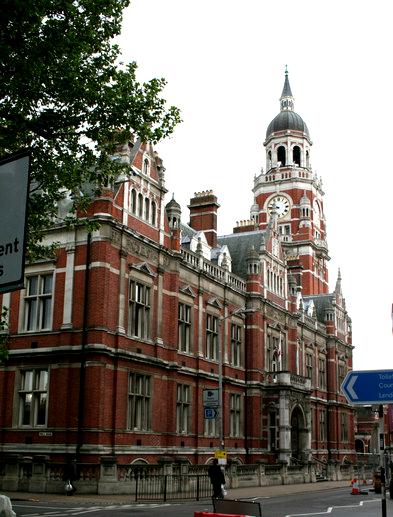
Rathaus von Croydon, Katherine Street

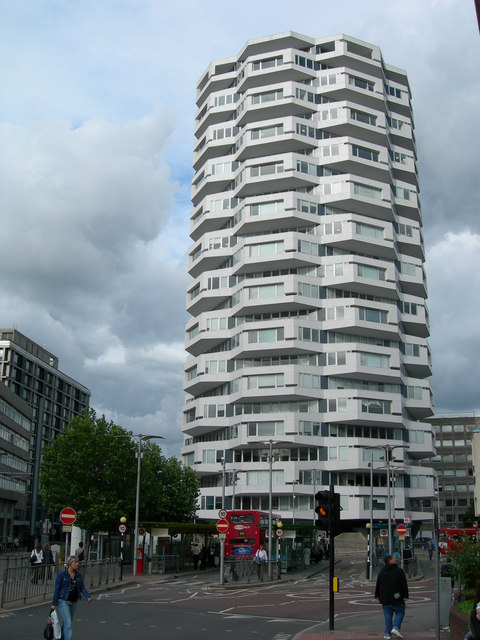
Der 24-seitige Turm, bekannt als der NLA Tower

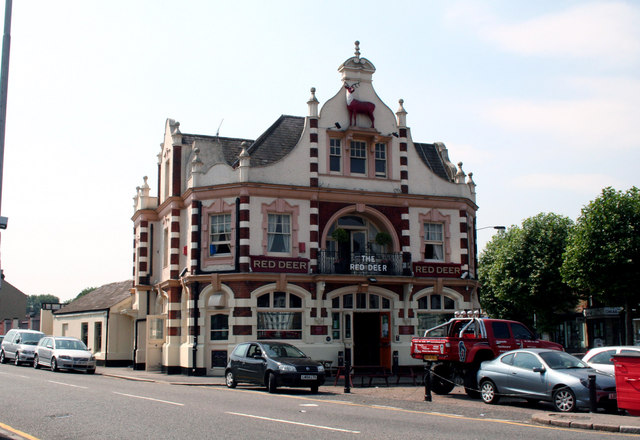
The Red Deer, South Croydon

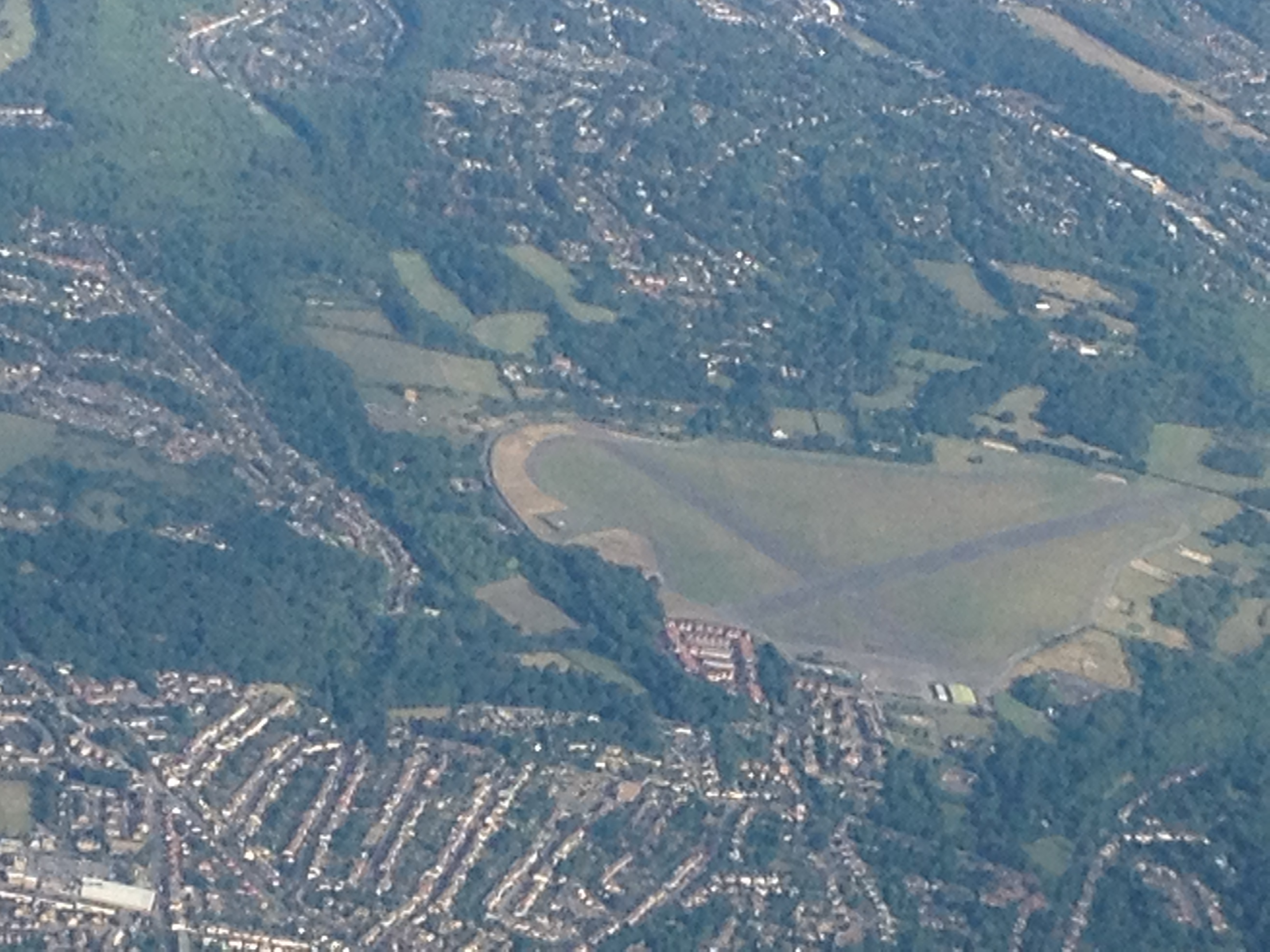
Luftbild des Aerodrome Kenley von 2013; der Platz war von 1917 bis 1974 Bestandteil der Royal Air Force Station Kenley (RAF Kenley) im Stadtteil Kenley

Der London Borough of Croydon [kɹɔɪdn] ist ein Stadtbezirk von London.

## Beschreibung
Der London Borough of Croydon liegt im Süden von London, ist der bevölkerungsreichste aller Stadtbezirke und heute ein bedeutendes Geschäftszentrum. Bei der Gründung der Verwaltungsregion Greater London 1965 entstand der Bezirk aus dem County Borough of Croydon und dem Coulsdon and Purley Urban District in der Grafschaft Surrey.
Croydon ist traditionell ein bedeutender Industriestandort und übernahm in mancher Hinsicht eine Vorreiterrolle in der Entwicklung des Verkehrswesens von London.

## Geschichte
Croydon entwickelte sich während des Mittelalters zu einem Zentrum der Produktion. Hier waren Köhler, Gerbereien und Brauereien tätig. Im frühen 20. Jahrhundert war Croydon ein wichtiges Industriegebiet für die Metallbearbeitung. Gillett & Johnston war über 100 Jahre lang als Glockengießerei und Turmuhr-Hersteller tätig. Ab etwa 1920 baute das Unternehmen Trojan Limited PKWs.
Das 1867 durch einen Brand zerstörte Croydon Minster wurde 1870 wieder aufgebaut.

## Stadtteile
- Addington
- Addiscombe
- Broad Green
- Coombe
- Coulsdon
- Croydon
- Crystal Palace
- Forestdale
- Hamsey Green
- Kenley
- Monks Orchard
- New Addington
- Norbury
- Norwood New Town
- Old Coulsdon
- Pollards Hill
- Purley
- Sanderstead
- Selhurst
- Selsdon
- Shirley
- South Croydon
- South Norwood
- Thornton Heath
- Upper Norwood
- Upper Shirley
- Waddon
- Woodcote
- Woodside
- Whyteleafe

## Bevölkerung
Die Bevölkerung setzte sich 2011 zusammen aus 55,1 % Weißen, 16,4 % Asiaten, 20,2 % Schwarzen und 8,3 % anderen.

## Politik

### Stadtrat
- Greens: 2
- Labour: 34
- LibDem: 1
- Cons.: 34

## Verkehr
1803 wurde die Surrey Iron Railway nach Wandsworth eröffnet, die erste (noch als Pferdebahn betriebene) öffentliche Bahnstrecke der Welt. Im 19. Jahrhundert wurde Croydon mit den Bahnhöfen East Croydon und South Croydon an die Brighton Main Line der Southern Railway angeschlossen. Am 24. Oktober 1947 ereignete sich in der südlichen Einfahrt des Bahnhofs South Croydon nach dem regelwidrigen Eingriff eines Stellwerksmitarbeiters bei Nebel ein Auffahrunfall zweier Vorortzüge. 32 Menschen starben, weitere 142 wurden verletzt. Dies war der schwerste Unfall, der sich je bei der Southern Railway ereignete.
Von 1920 bis 1959 lag im Stadtgebiet der Croydon Airport, der Hauptflughafen von London, der durch den Flughafen London-Heathrow und den Flughafen London-Gatwick ersetzt wurde. 2000 wurde das Straßenbahnsystem Croydon Tramlink eröffnet, 48 Jahre nach der Schließung der letzten Straßenbahnlinie Londons. Der Borough of Croydon besitzt rund 120 Parks und öffentliche Plätze, die rund 17,5 km² ausmachen.

## Persönlichkeiten
Die folgenden Persönlichkeiten sind in der einen oder anderen Weise mit Croydon verbunden. Der hohe Anteil an Musikern und Schauspielern erklärt sich dadurch, dass die BRIT School for Performing Arts & Technology in Croydon liegt.
- Peggy Ashcroft (1907–1991), Schauspielerin
- Lionel Atwill (1885–1946), Schauspieler
- Cicely Mary Barker (1895–1973), Illustratorin
- Herbert Beer (1914–1971), Politiker
- Benga (DJ) (* 1986), DJ und Produzent
- Derren Brown (* 1971), Illusionist
- Peter Brunt (1917–2005), Historiker
- Judy Buxton (* 1949), Schauspielerin
- Anne Clark (* 1960), Musikerin
- Brian Clemens (1931–2015), Filmproduzent
- Kit Connor (* 2004), Schauspieler
- Roberta Cowell (1918–2011), Rennfahrerin
- Ian Cox (* 1971), Fußballspieler
- Peter Cushing (1913–1994), Schauspieler
- Tracey Emin (* 1963), Künstlerin
- Bernard Fagg (1915–1987), Archäologe
- Mickey Finn (1947–2003), Musiker
- Matthew Fisher (* 1946), Musiker
- Clifford B. Frith (* 1949), australischer Ornithologe und Naturfotograf britischer Herkunft
- Jessie Gilbert (1987–2006), Schachmeisterin
- Trevor Goddard (1962–2003), Schauspieler
- John Grantham (1809–1874), Ingenieur und Erfinder
- Tommy Hall (1877–1949), Radrennfahrer
- Brian Hewson (1933–2022), Mittelstreckenläufer
- Roy Hodgson (* 1947), Fußballtrainer
- Les Humphries (1940–2007), Popmusiker
- Harry Jackson (1873–1951), australischer Politiker
- Oliver Jones (* 1986), Musiker
- David Lean (1908–1991), Filmregisseur
- Peter Ling (1926–2006), Journalist und Schriftsteller
- Kirsty MacColl (1959–2000), Sängerin
- Eric Harold Mansfield (1923–2016), Ingenieur in der Luftfahrttechnik
- Katie Melua (* 1984), Sängerin
- Gladys Merredew (1905–1972), Schauspielerin und Sängerin
- Dora Montefiore (1851–1933), britisch-australische Frauenrechtlerin, Sozialistin und Autorin
- Kate Moss (* 1974), Model
- Hayden Muller (* 2002), Fußballspieler
- Mya-Lecia Naylor (2002–2019), Schauspielerin
- Rosemary Neering (* 1945), Journalistin und Schriftstellerin
- Stefan O’Connor (* 1997), Fußballspieler
- Darragh O’Connor (* 1999), irischer Fußballspieler
- Dickie Pride (1941–1969), Musiker
- Jason Puncheon (* 1986), Fußballspieler und -trainer
- Ronald C. Read (1924–2019), britisch-kanadischer Mathematiker
- Nigel Reo-Coker (* 1984), Fußballspieler
- John Ruskin (1819–1900), Schriftsteller und Sozialreformer
- Danny Schwarz (* 1986), DJ und Model
- Robin Scott (* 1947), Sänger
- Emile Smith Rowe (* 2000), Fußballspieler
- Nicholas Soames (* 1948), Politiker
- Dan Stevens (* 1982), Schauspieler
- Sam Taylor-Johnson (* 1967), Filmregisseurin
- Howard George Tripp (1927–2022), römisch-katholischer Weihbischof in Southwark
- Beni Uthman (* 1986), Musiker
- Aaron Wan-Bissaka (* 1997), Fußballspieler
- Sophie Wilcox (* 1975), Schauspielerin
- Peter J. Wilson (1933–2005), Ethnologe
- Edward Woodward (1930–2009), Schauspieler